# Ermita de la Mare de Déu del Pilar de Catí
L'ermita de la Mare de Déu del Pilar de Catí és una construcció religiosa aïllada situada en la vall dels Cirers, a 7,5 km de la població, a prop de la Venda del Segarró.

## Història
L'ermita va ser construïda en el segle xvii, en el mateix lloc on des de temps immemorial es repartia el pa i es beneïen els camps cada 3 de març, festa de la Santa Creu.
El dia 6 de gener de 1625, festa dels Sants Reis, es van reunir els amos de les dotze masies dels voltants, i van acordar edificar aquesta ermita per a posar sota la protecció de la Verge del Pilar les seves vides i hisendes. El 3 de juny de 1626 es va beneir l'església i es va celebrar la primera missa. El 27 de gener de 1722 es va construir la sagristia.
És un Bé de Rellevància Local amb la categoria de Monument d'Interès Local per la Disposició Addicional Quinta de la Llei 5/2007, de 9 de febrer, de la Generalitat Valenciana, del Patrimoni Cultural Valencià.

## Arquitectura
L'església fa 13 metres de llarg, 6,60 d'ample i 5 d'altura. Té una sagristia de 3,7 m. El sostre de l'església, a dues aigües, està sustentat per dues arquejades de pedra. Consta el temple d'una sola nau amb volta de canó, i el presbiteri té la volta nervada amb arcs motllurats que surten directament de la paret, començant en mènsules, i en la clau està representat un sol.
La façana, centrada en una portada de mig punt amb dovelles de carreus, està rematada per una espadanya en la qual l'any 1989 es va col·locar la campana actual. Adossada a l'església hi ha la casa de l'ermità. A continuació de la casa hi ha una gran sala, que va servir d'escola rural. Tot el complex fa 22,20 m de llarg per 10,30 d'ample.

## Festivitat
En l'altar major hi ha la tradicional imatge de la Verge del Pilar, que rep especials cultes el dia 12 d'octubre amb un romiatge coincidint amb la festa litúrgica.

## Galeria d'imatges

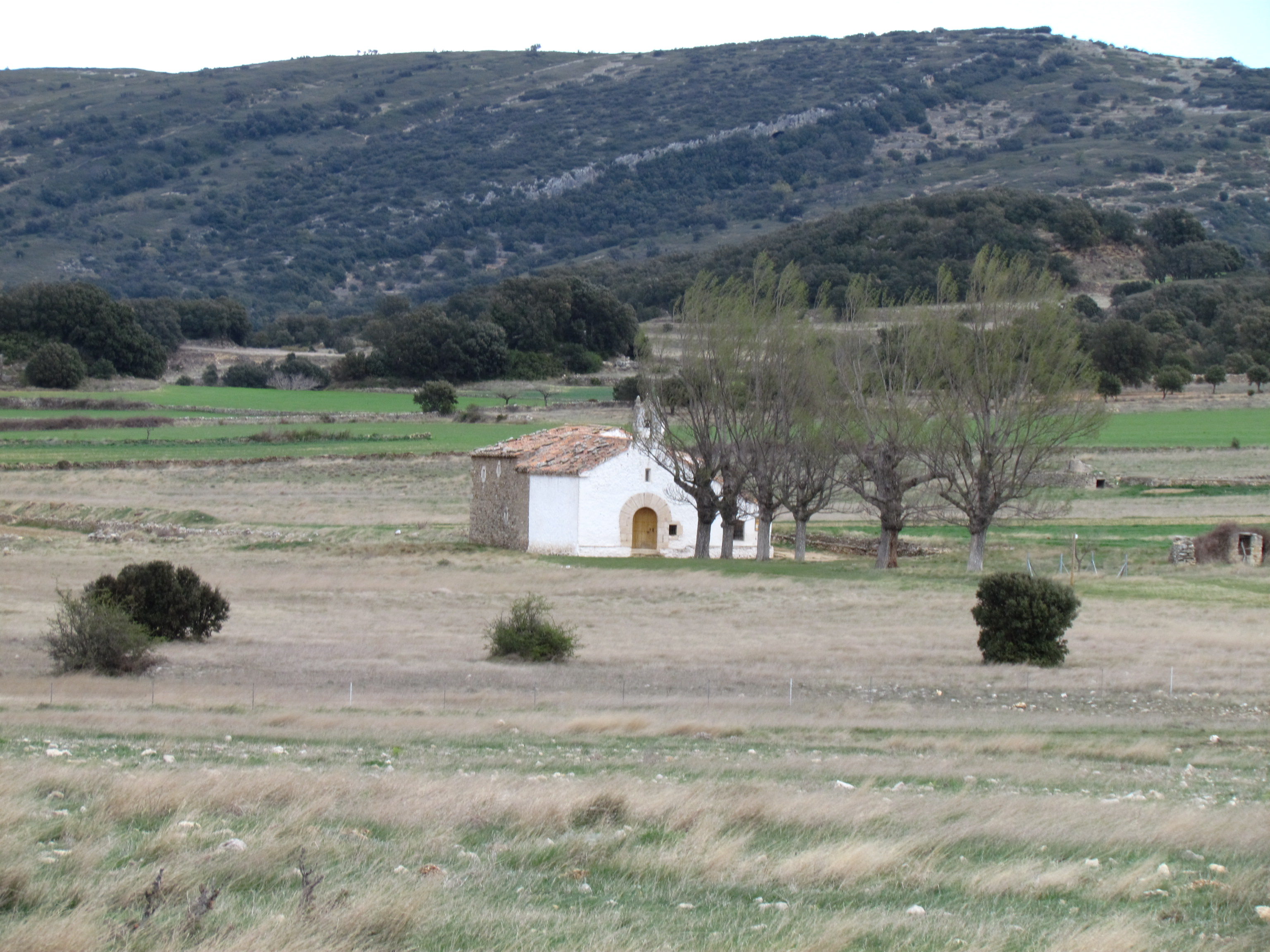
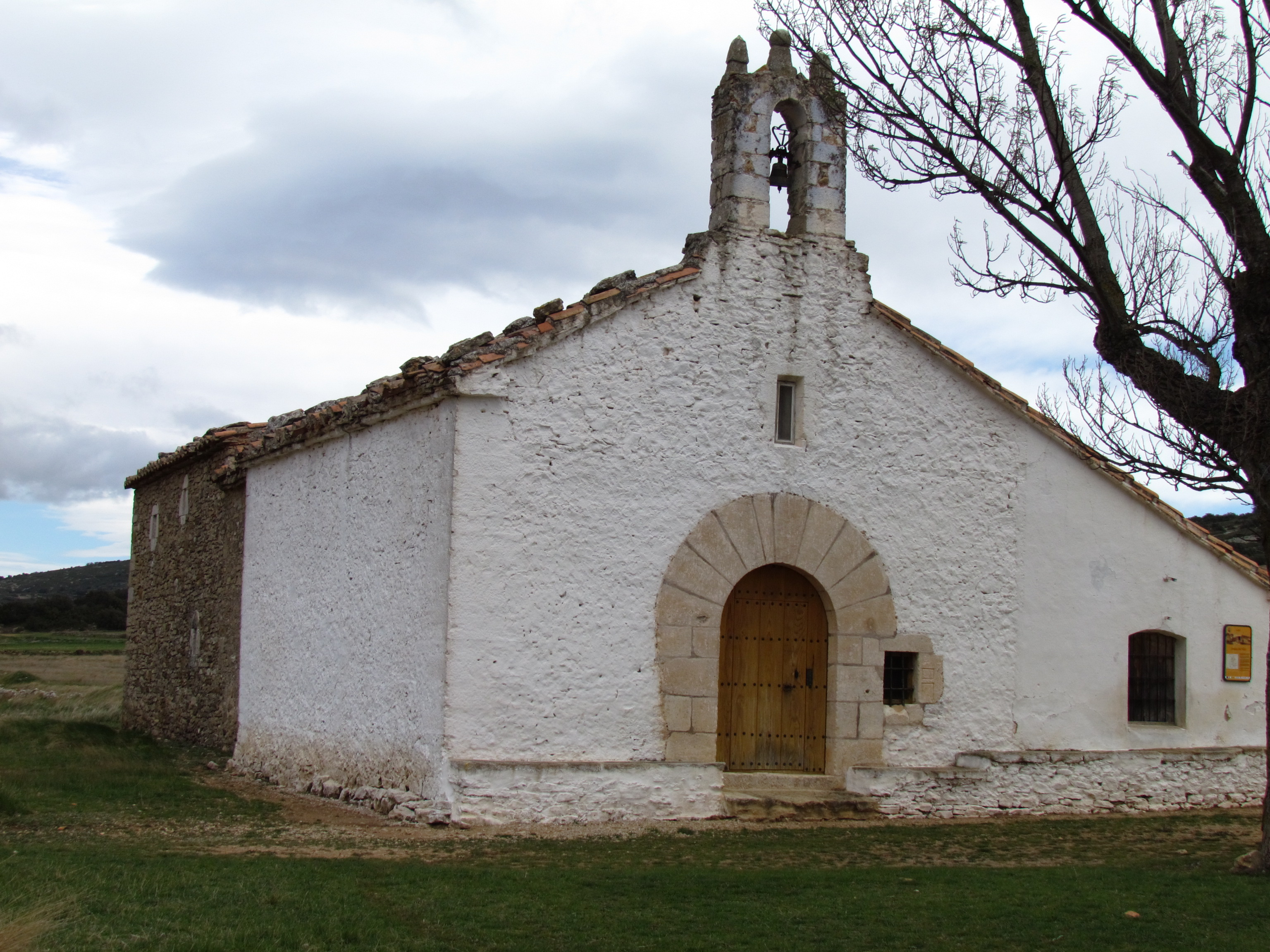
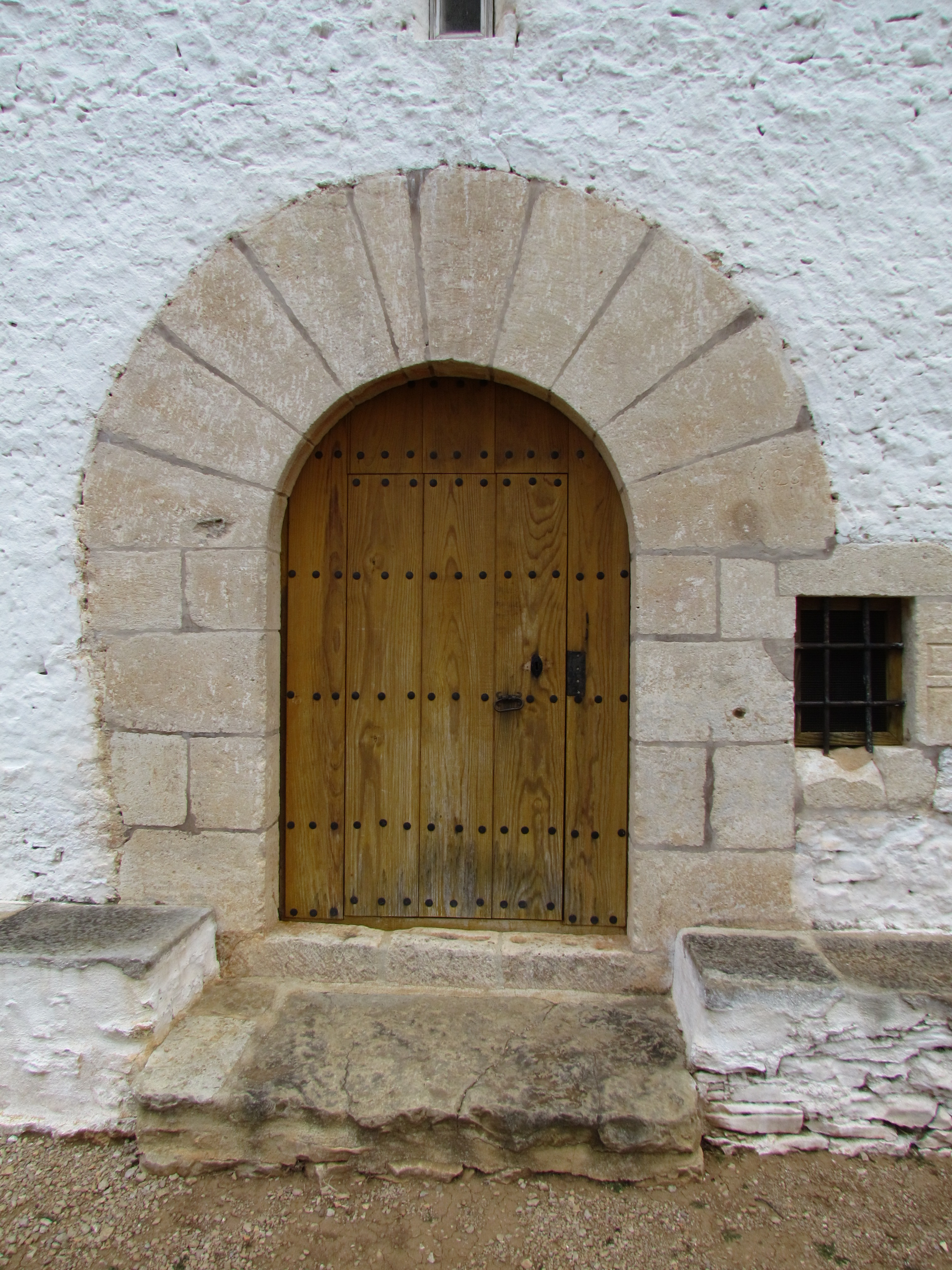

- L'ermita a la vall dels Cirers
- Façana
- Portada